# Dayton Callie

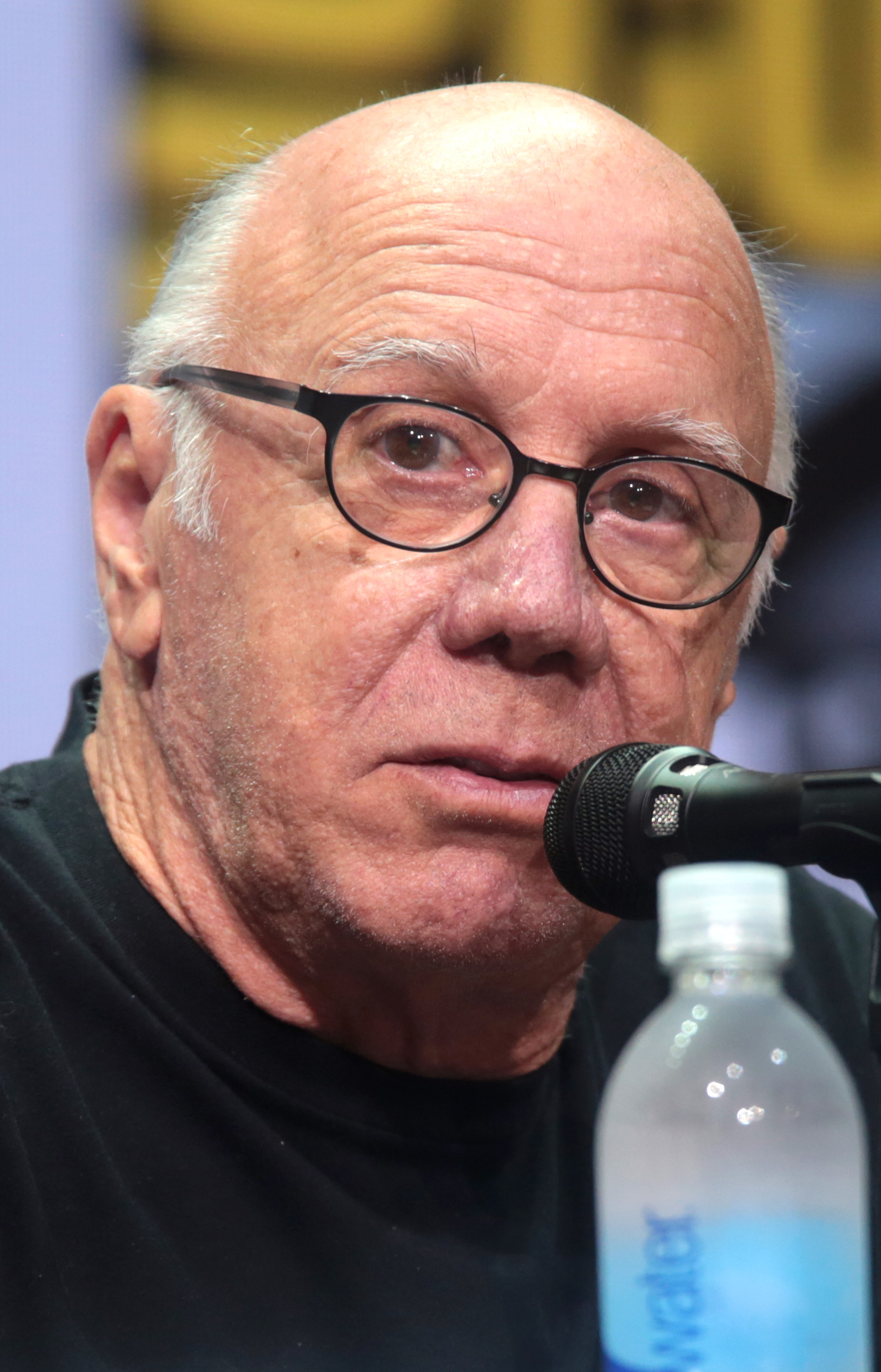
Dayton Callie (2017)

Dayton Callie (geb. 1946 in Dumbarton, Dunbartonshire, Schottland) ist ein amerikanischer Schauspieler, der vor allem für seine Rollen als Charlie Utter aus HBOs Deadwood und als ehemaliger Polizeichef Wayne Unser aus Sons of Anarchy bekannt ist.

## Leben
Callie wurde in Dumbarton, Dunbartonshire, Schottland geboren. Er ist ein Marine-Veteran, der während des Vietnamkrieges gedient hat.
Er sprach die Rolle des Whitaker in dem Videospiel Left 4 Dead 2, spielte in Halloween II und hatte kleine Rollen in Episoden von The Unit – Eine Frage der Ehre und Seinfeld. Er verkörperte in zwei Episoden der kurzlebigen NBC-Serie The Cape den Bürgermeister und spielte in drei Episoden der Serie CSI: Vegas mit. Von 2016 bis 2017 war er in der Serie Fear the Walking Dead als Jeremiah Otto zu sehen.

## Filmografie (Auswahl)
- 1984: Preppies
- 1989: Alien Terror (Alien Space Avenger)
- 1989: Seinfeld (Fernsehserie, Folge 9x20)
- 1990: D.E.A. – Krieg den Drogen (DEA, Fernsehserie, Folge 1x06)
- 1990: Law & Order (Fernsehserie, Folge 1x8)
- 1993: Murphy Brown (Fernsehserie, Folge 5x19)
- 1995: To Wong Foo, thanks for Everything, Julie Newmar (To Wong Foo)
- 1997: Volcano
- 1997: Executive Target
- 2001: Der Pate von New York (Boss of Bosses)
- 2002: Derailed – Terror im Zug (Derailed)
- 2002: Undisputed – Sieg ohne Ruhm (Undisputed)
- 2003: Polizeibericht Los Angeles (Dragnet, Fernsehserie, Folge 1x06)
- 2003: CSI: Miami (Fernsehserie, Folge 1x20)
- 2003: Für alle Fälle Amy (Judging Amy, Fernsehserie, Folge 4x22)
- 2004–2006: Deadwood (Fernsehserie, 36 Folgen)
- 2007: John from Cincinnati (Fernsehserie, 9 Folgen)
- 2007: 7-10 Split
- 2007: The Final Season – Daran wirst du dich immer erinnern (The Final Season)
- 2008–2014: Sons of Anarchy (Fernsehserie, 88 Folgen)
- 2009: The Unit – Eine Frage der Ehre (The Unit, Fernsehserie, Folge 4x14)
- 2009: In Plain Sight – In der Schusslinie (In Plain Sight, Fernsehserie, Folge 2x09)
- 2009: Halloween II
- 2011: The Cape (Fernsehserie, Folgen 1x04 und 1x07)
- 2012: The Booth at the End (Fernsehserie, 5 Folgen)
- 2014: Law & Order: Special Victims Unit (Fernsehserie, Folge 15x12)
- 2016–2017: Fear the Walking Dead (Fernsehserie, 9 Folgen)
- 2016: Abattoir – Er erwartet dich! (Abattoir)

## Videospiele
- 2009: Left 4 Dead 2

## Nominierungen
Screen Actors Guild Award
- 2007: nominiert für das beste Schauspielensemble in einer Dramaserie für Deadwood